# Diocese de Tehuantepec
A Diocese de Tehuantepec (em latim: Dioecesis Tehuantepecensis) é uma diocese da Igreja Católica localizada no município de Santo Domingo Tehuantepec, no estado de Oaxaca, pertencente a Arquidiocese de Antequera no México. Foi fundada em 23 de junho de 1891 pelo Papa Leão XIII. Com uma população católica de 665.000 habitantes, sendo 83,3% da população total, possui 56 paróquias com dados de 2021.

## História
Em 23 de junho de 1891 o Papa Leão XIII cria a Diocese de Tehuantepec através do território da Diocese de Antequera. Em 1951 a Diocese de Diocese de Tehuantepec tem sua província eclesiástica alterada, passando de Antequera para Xalapa. Em 1959 a Diocese de Tehuantepec, juntamente com a Arquidiocese de Xalapa perdem território para a formação da Diocese de San Andrés Tuxtla. Ainda em 1959 a diocese ganha parte do território da Arquidiocese de Antequera. Em 1960 tem novamente sua eclesiástica alterada, passando de Xalapa e retornando a Antequera. Em 1964 a diocese perde território para a formação da Prelazia Territorial de Mixes.

## Lista de bispos
A seguir uma lista de bispos desde a criação da diocese em 1891.
|                                | Nome                                 | Período               | Notas                                |
| Bispos de Tehuantepec          | Bispos de Tehuantepec                | Bispos de Tehuantepec | Bispos de Tehuantepec                |
| ------------------------------ | ------------------------------------ | --------------------- | ------------------------------------ |
| 10º                            | Crispin Ojeda Márquez                | 2018 - atual          |                                      |
| 9º                             | Óscar Armando Campos Contreras       | 2010 - 2017           | Nomeado bispo da Ciudad Guzmán       |
| 8º                             | Felipe Padilla Cardona               | 2000 - 2009           | Nomeado bispo da Ciudad Obregón      |
| 7º                             | Arturo Lona Reyes                    | 1971 - 2000           |                                      |
| 6º                             | José de Jesús Clemens Alba Palacios  | 1959 - 1970           | Nomeado bispo auxiliar de Antequera  |
| 5º                             | Jesús Villareal y Fierro             | 1933 - 1959           | Nomeado bispo de San Andrés Tuxtla   |
| 4º                             | Jenaro Méndez y del Río              | 1923 - 1933           | Nomeado bispo de Huajuapan de León   |
| 3º                             | Ignacio Placencia y Moreira          | 1907 - 1922           | Nomeado arcebispo-bispo de Zacatecas |
| 2º                             | Carlos de Jesús Mejía y Laguna, C.M. | 1902 - 1907           |                                      |
| 1º                             | José Mora y del Rio                  | 1893 - 1901           | Nomeado bispo de Tulancingo          |
| Bispo coadjutor de Tehuantepec |                                      |                       |                                      |
| 1º                             | Felipe Padilla Cardona               | 1996 - 2000           | Nomeado bispo dessa diocese          |
| Bispo auxiliar de Tehuantepec  |                                      |                       |                                      |
| 1º                             | José Refugio Mercado Díaz            | 2003 - 2009           |                                      |